# Ернесто Форменті
Ернесто Форменті (італ. Ernesto Formenti; 2 серпня 1927, Мілан, Італія — 5 жовтня 1989, Мілан, Італія) — італійський боксер, олімпійський чемпіон 1948 року. 

## Аматорська кар'єра
Олімпійські ігри 1948 
- 1/16 фіналу. Переміг Бела Фаркаша (Угорщина)
- 1/8 фіналу. Переміг Кевіна Мартіна (Ірландія)
- 1/4 фіналу. Переміг Арманда Савоє (Канада)
- 1/2 фіналу. Переміг Алексія Анткевича (Польща)
- Фінал. Переміг Денніса Шеферда (Південна Африка)